# Maidan, Vinnîțea
Maidan (în ucraineană Майдан) este localitatea de reședință a comunei Maidan din raionul Vinnîțea, regiunea Vinnița, Ucraina.

## Demografie
Componența lingvistică a localității Maidan
     Ucraineană (96,85%)
     Rusă (3,15%)
Conform recensământului din 2001, majoritatea populației localității Maidan era vorbitoare de ucraineană (96,85%), existând în minoritate și vorbitori de rusă (3,15%).